# Tadeusz Zathey
Tadeusz Stefan Zathey (ur. 1 września 1947 we Wrocławiu) – polski dyrygent, profesor sztuk muzycznych.

## Życiorys
W Państwowej Wyższej Szkole Muzycznej we Wrocławiu uzyskał dwa dyplomy: Wydziału Wychowania Muzycznego (1970) i Dyrygentury (1976) w klasie Adama Kopycińskiego. W latach 1982–1983 kontynuował studia dyrygenckie na stypendium rządu austriackiego w Hochschule für Musik w Wiedniu w klasie Carla Österreicha, mając w tym czasie również kontakty z takimi kapelmistrzami operowymi jak Otmar Suitner i Horst Stein. Zawodowo od 1972 związany z PWSM i następnie Akademią Muzyczną im. Karola Lipińskiego we Wrocławiu. W 1994 otrzymał tytuł profesora sztuk muzycznych. Specjalizuje się w chóralistyce, dyrygenturze, prowadzeniu zespołów wokalno-instrumentalnych.
Tadeusz Zathey jest autorem muzyki filmowej, licznych opracowań chóralnych (m.in. cykle Muzyka rozrywkowa na chór żeński, Polskie pieśni patriotyczne na chór męski, Opera na wesoło na chór męski, Zapomniane melodie na chór męski), instrumentacji na różne zespoły (m.in. dla Operetki Wrocławskiej, Opery Wrocławskiej, Akademii Muzycznej we Wrocławiu i Opery Królewskiej w Madrycie), a także kompletnych instrumentacji i opracowań dwóch oper: Dido and Aeneas Henry’ego Purcella i Impresario in angustie Domenica Cimarosy oraz opracowań popularnych melodii na fortepian na cztery ręce. Dokonał licznych nagrań archiwalnych dla rozgłośni Polskiego Radia oraz dla stacji radiowych i telewizyjnych w Europie. Wielokrotnie uczestniczył jako wykładowca i dyrygent w kursach interpretacji muzyki oratoryjnej oraz z okazji festiwali Wratislavia Cantans (m.in. wykonał z uczestnikami kursów następujące dzieła: Acteon Marka-Antoine’a Charpentiera – 1991, Dafne Antonia Caldary – 1994, Magnificat Marcina J. Żebrowskiego – 1999). Współpracował z orkiestrami Filharmonii Wrocławskiej, Filharmonii Opolskiej, Orkiestrą Kameralną Leopoldinum, Orkiestrą Teatru Wielkiego w Warszawie, Orkiestrą Symfoniczną w Solingen (Niemcy), Orkiestrą Symfoniczną Filharmonii we Lwowie.

## Odznaczenia
- Krzyż Kawalerski Orderu Odrodzenia Polski (2011)[1].
- Złoty Krzyż Zasługi (2005)
- Srebrny Krzyż Zasługi (dwukrotnie, 1986 i 1996)
- Medal Komisji Edukacji Narodowej (2002)
- odznaka Zasłużony dla miasta Wrocławia i województwa wrocławskiego
- złota odznaka Towarzystwa Miłośników Wrocławia
- odznaka Zasłużony Działacz Kultury
- Brązowy Medal „Zasłużony Kulturze Gloria Artis”